# Louis de Champsavin
Louis Marie Joseph Le Beschu de Champsavin (Assérac, Loira Atlàntic, 24 de novembre de 1867 – 20 de desembre de 1916) va ser un genet francès que va competir a cavall del segle xix i el segle xx. El 1900 va prendre part en els Jocs Olímpics de París en el concurs de salts d'obstacles del programa d'hípica, en què guanyà la medalla de bronze amb el cavall Terpsichore.
Comandant del 20è Regiment de Caçadors, va ser guardonat com a cavaller de la Legió d'Honor. Morí a l'hospital de Nantes de resultes de les ferides patides al front de la Primera Guerra Mundial.